# Ma mère s'appelle fôret
Ma mère s'appelle fôret (literalment, "La meva mare es diu bosc") és la primera pel·lícula de la cineasta suïssa Rachel Noël estrenada l'any 2013, que ha rebut The Student Jury Prize al Message to Man International Film Festival de Sant Petersburg (2013).
L'element detonant en l'elaboració d'aquest film fou un concurs llançat l'any 2005 per la Fundació Emilie Gourd, titulat "Les Idées contemporaines féministes", a partir del qual creà l'embrió de la pel·lícula.

## Argument
És una pel·lícula amb elements documentals i autobiogràfics, ja que moltes de les imatges, gravades en Súper 8, van ser gravades pel pare de la cineasta i són imatges quotidianes de la seva infantesa, que rachel va recuperar després de la mort del seu pare. Una veu en off acompanya l'espectador mentre s'endinsa en records i projeccions que qüestionen el passat, el futur i el pas del temps, les elecciones de vida, la institució de la família, la construcció de l'esdevenir en relació amb allò viscut o imaginat, i el canvi de mirada de qui filma y de qui és filmat. Així mateix, evoca també la història de les dones de la seva família i la seva pròpia, i la transició de la infantesa a la maduresa de les dones.

## Premis i nominacions
- 2013: The Student Jury Prize, Message to Man International Film Festival de Sant Petersburg.[1]

## Festivals de Cinema
La pel·lícula ha estat presentada als següents festivals de cinema:
- Festival Visions du Réel, Nyon (2013)
- Festival Doc, Buenos Aires (2013)
- Festival IFF, Sant Petersburg (2013)
- Filmpodium, Biel/Bienne (2014)
- 22a Mostra Internacional de Films de Dones de Barcelona (2014)[9]